# Spinoloricus cinziae
Spinoloricus cinziae là một loài động vật không xương sống thuộc ngành Loricifera. Chúng được tìm thấy ở độ sâu 3.000m dưới thềm lục địa L'Atalante thuộc biển Địa Trung Hải nơi có hàm lượng muối rất cao và hoàn toàn không có oxy. Chúng có có chiều dài cơ thể chỉ vài milimet. Spinoloricus có thể chịu được áp suất rất cao, đồng thời quá trình hô hấp diễn ra hoàn toàn kị khí. Chúng là một trong số rất ít sinh vật đa bào trên Trái đất không cần đến oxy để sinh trưởng.